# Typhlops trangensis
Typhlops trangensis este o specie de șerpi din genul Typhlops, familia Typhlopidae, descrisă de William Randolph Taylor în anul 1962. Conform Catalogue of Life specia Typhlops trangensis nu are subspecii cunoscute.